# Zbąszyń
Zbąszyń (udtale: [ˈzbɔ̃ʂɨɲ])  er en by i den vestlige del af  voivodskabet Storpolen i  den vestlige centrale del af Polen. Byen   har 7.209(2021) indbyggere og et areal på 5,57  km², og er en del af  powiatet Nowy Tomyśl.

## Geografi
Byen ligger ved floden Obra i den historiske region Storpolen ca. 75 km vest for Poznań. Zbąszyń er en del af den polsk-tyske Euroregion Pommern.

## Historie
Mens de tidligste omtaler af bosættelsen går tilbage til 1231, optrådte navnet Sbansin først i et skøde fra 1277, udstedt af hertug Przemysł 1. af Storpolen i hans Poznań bolig. Dens borgere modtog byrettigheder før 1311. Den var under polske monarker, indtil kong Vladislav 2. Jagello i 1393 overdrog den til  Masoviens guvernør Jan Głowacz. I begyndelsen af det 15. århundrede udviklede Zbąszyń sig som et centrum for den større polske Hussitbevægelse. Zbąszyń var en privat by under polsk adel, administrativt beliggende i Powiat Kościan  i Poznań voivodskab i provinsen  Storpolen i Kongeriget Polen.
Som et resultat af Polens anden deling i 1793 blev det en del af Kongeriget Preussen, under det germaniserede navn Bentschen og blev administreret som en del af den nyoprettede provins Sydpreussen. Efter den vellykkede Storpolske opstand i 1806, blev den genvundet af polakkerne og inkluderet i det kortvarige Hertugdømmet Warszawa. Men i 1815, efter Napoleonskrigene, blev den genannekteret af Preussen og var en del af Storhertugdømmet Posen, som senere blev Provinsen Posen. Jernbanen Frankfurt-Posen-jernbanen, som gik gennem byen, blev bygget i 1870.